# 鹤见宪
鹤见宪（日语：鶴見 憲/つるみ けん，1895年4月7日—1984年8月18日），鹤见祐辅的弟弟，日本外交官、政治家，曾担任日本驻波特兰、新加坡、哈尔滨总领事。